# Rose Ann Crealová
Rose Ann Crealová (3. listopadu 1865, Young – 7. srpna 1921) byla australská zdravotní sestra sloužící během první světové války.

## Mládí
Narodila se v Youngu v Novém Jižním Walesu 3. listopadu 1865. Byla jednou z pěti dětí místního horníka s irskými kořeny Johna Creala a jeho ženy Ann, rozené Bradyové. V roce 1872 ve svých 7 letech ztratila svou matku i novorozeného bratra. Nechodila do školy, ale vzdělávala se doma. V 16 letech začala pracovat v malé nemocnici v Parkes v Novém Jižním Walesu.

## Kariéra
Vrchní sestra v nemocnici, kde pracovala, ji popsala jako „diamant v čiré vodě“. Rozpoznala její kvality a potenciál a zařídila, aby byla přijata jako praktikantka v Sydney Hospital. Tam se také na jednom z oddělení v roce 1891 stala hlavní sestrou. Poté co v roce 1898 ze své pozice rezignovala místní vrchní sestra, byla jmenována zastupující vrchní sestrou. Její trvalé jmenování do této funkce bylo potvrzeno v únoru 1899. Později téhož roku se stala zakládající členkou Svazu kvalifikovaných sester Nového Jižního Walesu (anglicky: Trained Nurses' Association of New South Wales).

## První světová válka
Po vypuknutí první světové války v srpnu 1914 byly do aktivní služby jako první povolávány zdravotní sestry, které do řad Australian Army Nursing Service Reserve vstoupily již v době míru. V té době také navštěvovaly předepsané lekce. Tyto civilní kvalifikované zdravotní sestry byly známé svou pílí. Rose Ann Crealová se stala vrchní sestrou ve 2. vojenském obvodu, zatímco i nadále působila jako vrchní sestra v Sydney Hospital.
Do aktivní služby byla povolána 14. srpna 1916. Od 19. srpna 1916 pracovala na nemocniční lodi Karrola a od 23. září 1916 byla převelena k 14. australské všeobecné nemocnici v Abbassii v Egyptě. Tato nemocnice přednostně ošetřovala příslušníky Australského lehkého jezdectva (anglicky: Australian Light Horse) a do listopadu 1916 bylo v této nemocnici ošetřeno okolo 570 mužů.
Po těžkých bojích u Magdhaby a Rafahu ztráty přesáhly počet 900 a v květnu 1917, po bitvě u Gazy, již počet dosáhl 1140 mužů. Velký počet zraněných zvyšoval tlak na zdravotnický personál nemocnice a ve své zprávě ze září 1917 vzdává Crealová hold zdravotním sestrám, které podle ní projevily nesobeckou oddanost svým povinnostem, zejména pak po první bitvě u Gazy, kdy některé z nich pracovaly nepřetržitě i 18 hodin. Po přestěhování nemocnice do Port Saidu v únoru 1918 se stala známou svým zvykem vítat zraněné vojáky při jejich příjezdu do nemocnice, a také tím, s jakou péčí se o ně starala.
Během srpna a září 1919 podnikla přednáškové turné po anglických a skotských nemocnicích. Během ledna 1920 se vrátila do Austrálie a dne 21. května 1920 pak byla oficiálně propuštěna ze služby.

## Vyznamenání

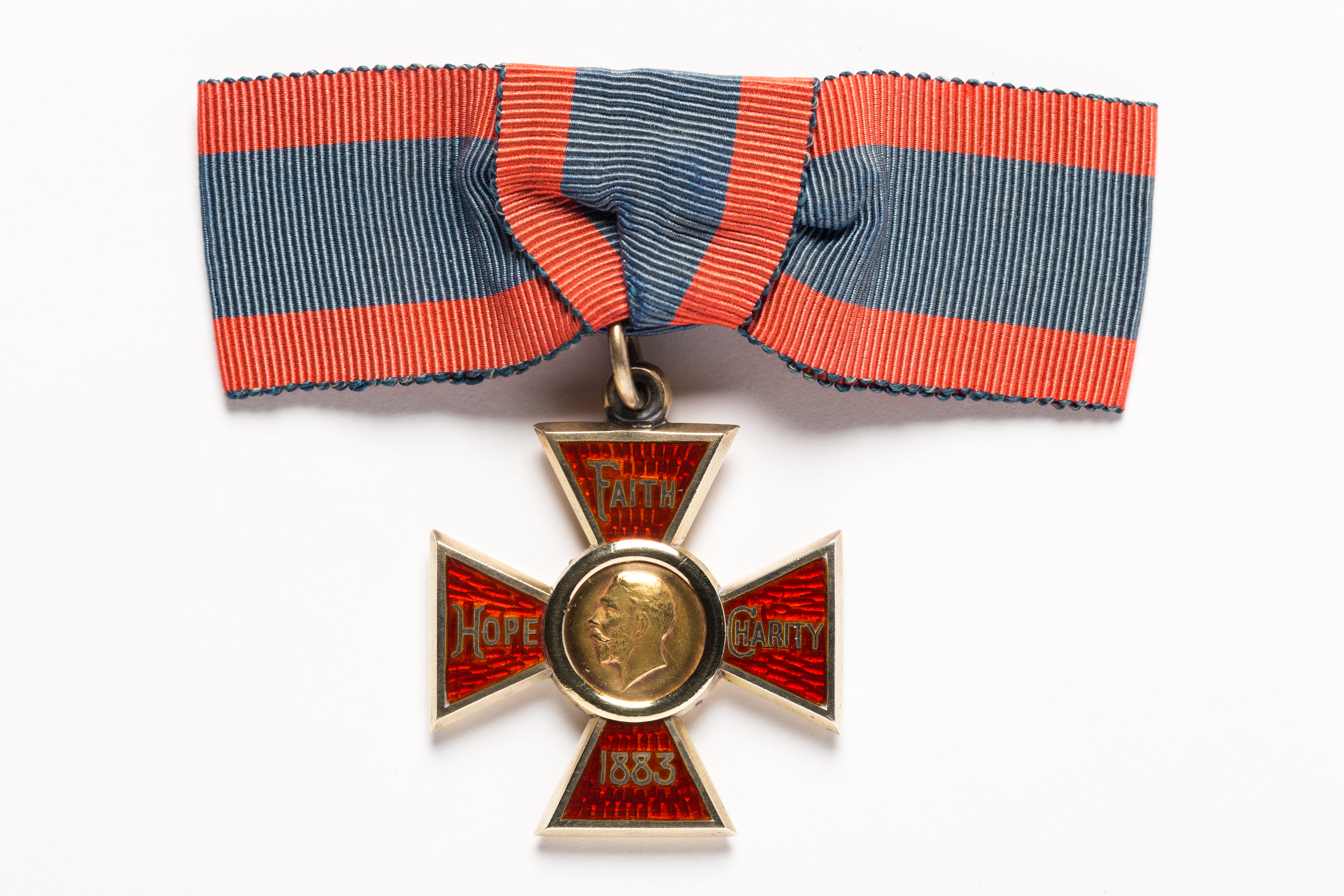
Královský červený kříž 1. třídy

Za svou službu v Egyptě obdržela Královský červený kříž 1. třídy. Nemocnice v Sydney, kde před válkou pracovala, zavedla na její počest medaili Rose Crealové, udělovanou jako nejvyšší ocenění studentům Zdravotnické školy Lucy Osbornové (anglicky: Lucy Osborn School of Nursing).

## Smrt
Zemřela na zánět slepého střeva dne 7. srpna 1921. Byla pohřbena s vojenskými poctami a její pohřeb se stal jedním z největších, které se v té době ve městě uskutečnily. Pohřbu se zúčastnily stovky lidí, které lemovaly ulice v okolí kostela, kde probíhal pohřeb. Rakev s jejími ostatky byla položena na lafetu děla a zahalena vlajkou. Poté byl na rakev položen její čepec zdravotní sestry.